# 天野洋一
天野 洋一（あまの よういち、1981年6月22日 - ）は、日本の漫画家。岡山県瀬戸内市出身。岡山県立瀬戸南高等学校卒業。中国デザイン専門学校をデビューにより中退した。

## 略歴
- 13歳の時、カプコンの人気アクションゲーム、『ロックマン7』のボスキャラコンテストに応募し入賞（キャラクター名：スラッシュマン）。
- 「テンシとショウネン」で、2001年10月期の天下一漫画賞にて最終候補。
- 「CROSS BEAT」で第63回手塚賞準入選、同作品で『週刊少年ジャンプ』にデビュー。
- 『週刊少年ジャンプ』2005年36・37合併号に掲載された、野球を題材とした読切作品「ウサギとカメとストライク」で第2回ジャンプ金未来杯グランプリを獲得。
- 『週刊少年ジャンプ』2006年33号から52号まで野球を題材とした初の連載作品「OVER TIME」を連載。
- 『週刊少年ジャンプ』2009年25号から49号まで「AKABOSHI -異聞水滸伝-」を連載。
- 『ジャンプスクエア』2010年12月号から2011年8月号まで「エグザムライ」を作画担当として連載。
- 『週刊少年ジャンプ』2014年13号から33号まで「ステルス交境曲」を作画担当として連載。
- 『少年ジャンプ+』2014年12月6日から「アナノムジナ」を連載。

## 作品リスト

### 漫画
- CROSS BEAT（読切・『週刊少年ジャンプ』2002年35号）
- LIVEALIVE〜はじまりの歌〜（読切・『週刊少年ジャンプ』2003年21号）
- ウサギとカメとストライク（読切・『週刊少年ジャンプ』2005年36・37合併号 金未来杯グランプリ）
- OVER TIME（連載・『週刊少年ジャンプ』2006年33号 - 52号、全3巻）
- SEASON CALL（読切・『赤マルジャンプ』2007SPRING）
- AKABOSHI -異聞水滸伝-（連載・『週刊少年ジャンプ』2009年25号 - 49号、全3巻）
- あそびもの（読切・『ジャンプNEXT!』2010SPRING）
- エグザムライ 序章（読切・『ジャンプSQ.19』2010SUMMER）原案：HIRO・松田誠
- エグザムライ（連載・『ジャンプスクエア』2010年12月号 - 2011年8月号、全2巻）原案:HIRO・松田誠
- Selling Me Softly（読切・『ジャンプSQ.LaB』2011年8月号増刊）
- 爆殺メランコリィ（読切・『ジャンプスクエア』2012年1月号）
- アルベリーとアワレな悪魔憑き（読切・『週刊少年ジャンプ』2013年8号）
- ステルス交境曲（読切・『ジャンプVS』）原作：成田良悟
- アナノムジナ（読切・『週刊少年ジャンプ』2013年37･38合併号）
- ステルス交境曲（連載・『週刊少年ジャンプ』2014年13号 - 33号→少年ジャンプ+、全3巻）原作：成田良悟
- アナノムジナ（連載・『少年ジャンプ+』2014年12月6日 - 2016年9月24日、既刊4巻 ※休載中[1][2]
- ANIMORED!!（読切・『ジャンプ×』）
- ブレイブ フロンティア 第一話「二つの邂逅」・第二話「新たなる脅威」（モーションコミック・『ブレフェス2017』2017年8月12日）監督・原作：高橋英士[3]
- MIST GEARS BLAST（連載・『少年ジャンプ+』2018年10月29日 - 2019年7月23日、全2巻）原作：田中創
- ドラゴンクエストトレジャーズ アナザーアドベンチャー ファドラの宝島（連載・『Vジャンプ』2023年1月号 - 2024年5月号、全3巻）原作：はらまさき
- APPLE（読切・原作：白井カイウ、『週刊少年ジャンプ』2025年2号[4]）
- メタファー：リファンタジオ（連載・『Vジャンプ』2025年3月号 - 現在、既刊1巻）原作：アトラス[5]

### イラスト
- 第13回ジャンプ小説大賞 特別奨励賞 受賞作品『阿吽の弾丸』
- 第14回ジャンプ小説大賞 佳作 受賞作品『ヘルジャンパー』
- jNGP'08 Spring 小説［フリー部門］銅賞 受賞作品『英雄失格!』
- MIST GEARS GHOST（田中創、ジャンプ ジェイ ブックス）

### その他
- MIST GEARS（キャラクターデザイン[6]）

## 師匠
- 内水融[注釈 1]
- 空知英秋[注釈 2]